# Chesneya
Chesneya es un género de plantas con flores con 57 especies perteneciente a la familia Fabaceae.

## Especies seleccionadas
- Chesneya acaulis
- Chesneya afghanica
- Chesneya antoninae
- Chesneya astragalina
- Chesneya badachschanica
- Chesneya borissovii